# Santa Maria del Collet
Santa Maria del Collet també coneguda com a Santa Maria del Mar és actualment una ermita resta del que era un petit monestir de monges benedictines a un turó al pla de Calonge. És un monument protegit com a Bé Cultural d'Interès Local. Els seus orígens daten del segle xii. Forma la continuació d'un anterior assentament romà, la vil·la romana del Collet.

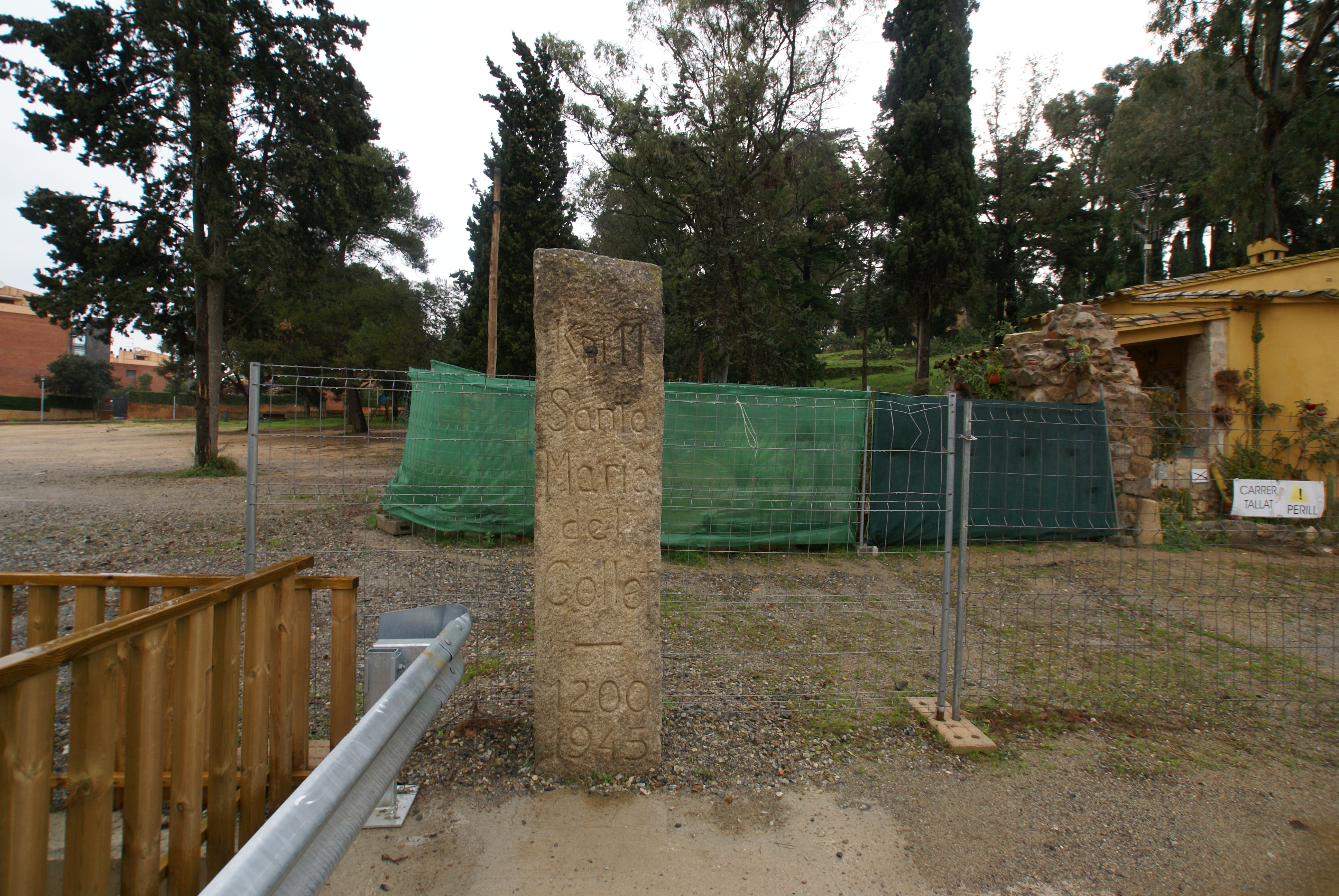
Fita del monestir al marge del Rec Madral

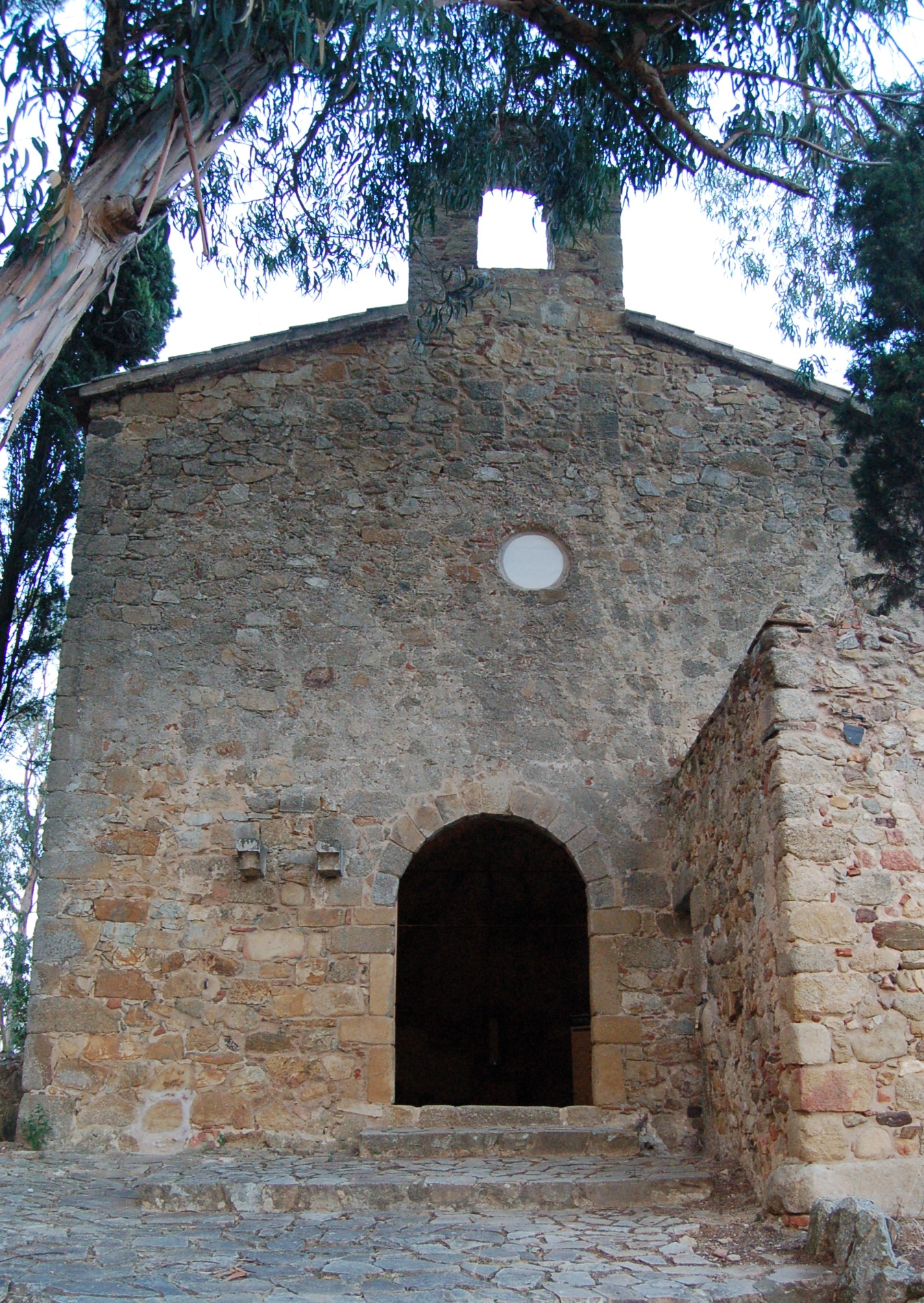
Església del monestir

L'indret, amb el monestir i les terres contigües, que es van anar adquirint a través de donacions o compres, eren administrats per la comunitat religiosa sota la direcció de la priora, tot i que no van arribar a ser mai de gran extensió. La seva vida girava a l'entorn del recolliment, la pregària, el treball i l'acollida dels pelegrins.
La comunitat de religioses hi va viure durant uns quants segles, exposada a tota mena de calamitats: les ràtzies que patien per part de la pirateria, les pestes, els aiguats del Rec Madral i les males anyades al camp. Hi hagué una època en què al monestir, només el sostenia una sola monja. Les edificacions, pel poc manteniment que s'hi feia, van deixondir i es va optar per cedir l'ús i el cultiu de les terres a tercers, conservant-ne la titularitat. L'antiga casa de pagès s'ha habilitat com a masia residencial.
L'ajuntament de Calonge preveu restaurar la finca i considera transformar-la en centre d'interpretació de les ruïnes romanes del Collet.
L'agost de 2014 se li va instal·lar una nova campana, obra de la foneria Rifer.